# Psycore
Gli Psycore sono stati una band metal svedese fondata nel 1996 a Göteborg.

## Storia del gruppo
Gli Psycore nascono nel 1996 da un'idea del cantante Markus Jaan, del chitarrista Carlos Sepúlveda, il bassista Hansi Baumgartner e il batterista Hans Wilhom. Dopo la pubblicazione dell'EP Future Is Fact nel 1997, gli Psycore danno alla luce il loro primo album Your Problem che riscuote un buon successo anche in Italia, dove i video di I Go Solo e The Zoo saranno trasmessi molte volte durante il programma notturno Superock di MTV.

Dopo l'uscita del secondo album gli Psycore si sciolgono senza rilasciare nessuna motivazione ufficiale. I componenti della band prenderanno parte ad altri progetti senza ripetere però il successo raggiunto con gli Psycore.
Markus Jaan e Carlos Sepúlveda fonderanno gli Sweden's Finest ma si scioglieranno dopo due album per creare la band Mikrotone, che avrà anch'essa vita breve. Sepúlveda fonderà poi i Magellan Radio, i Revenge Of Lorenzo e gli studi Belly Of The Whale in Svezia prima di diventare membro dei Leather Nun di cui comunque, a far data dal 2017, sembra non fare più parte.

## Formazione
- Markus Jaan – voce
- Carlos Sepúlveda – chitarra
- Hansi Baumgartner – basso
- Hans Wilholm – batteria

## Discografia
- 1997 - Future Is Fact
- 1998 - Your Problem
- 1999 - I'm Not One Of Us